# Tarte à l'badrée
La tarte à l’badrée est une tarte garnie de crème, une spécialité de la Picardie.

## Historique
Cette tarte rustiqueest connue depuis le XVIe siècle en Picardie. Elle est aujourd'hui tombée dans l'oubli.

## Caractéristiques
Cette tarte est réalisée avec, soit une pâte levée soit une pâte brisée, garnie d'une crème pâtissière dans laquelle sont incorporés des fruits : pomme ou pruneau. Le dessus peut être garni de croisillons de pâte.

## Ingrédients
Cette tarte s'élabore avec de la farine, de la crème fraîche, du beurre, du saindoux, du lait, du sucre, d'œufs, une gousse de vanille, des pruneaux (ou des pommes), un sachet de thé.